# Antje Duvekot
Antje Duvekot (Heidelberg, 1976) is een Amerikaanse gitariste en singer-songwriter, gevestigd in Somerville (Massachusetts). Ze heeft drie top songwriting awards, waaronder de Kerrville New Folk Competition 's Best New Folk Award, Boston Music Award for Outstanding Folk Act en Grand Prize in de John Lennon Songwriting Contest.

## Biografie
Duvekot verhuisde op 13-jarige leeftijd naar Delaware. Ze schrijft liedjes die vaak diepgaand en persoonlijk zijn en ze neemt regelmatig op en speelt met weinig begeleiding naast haar akoestische gitaar. Ze begon zelf muziek op te nemen voor haar vrienden in de tijd van de cassettebandjes. Op 18-jarige leeftijd won ze de eerste open mic-competitie in de Sam Adams Brewpub in Philadelphia. Binnen een jaar had ze een aantal liedjes opgenomen op een geleende 4-sporige tapemachine en bracht ze de zelf geproduceerde complete cassette Waterstains uit, die ze verkocht bij optredens in en rond Newark (Delaware), waar ze de University of Delaware bezocht. In 2000 won haar nummer Soma de grote prijs in de rockcategorie van het John Lennon Songwriting Contest.
Duvekot toert vaak met Ellis Paul, die zingt op haar eerste studioalbum Big Dream Boulevard, dat werd geproduceerd door Séamus Egan van de Iers-Amerikaanse band Solas. Solas heeft eerder vijf van Duvekots nummers opgenomen: Black Annis, The Poisonjester's Mask, Erin, Reasonland en Merry Go Round. De eerste twee albums Little Peppermints en Boys, Flowers, Miles van Duvekot zijn gebaseerd op opnamen van live optredens, hoewel sommige nummers ook studio-overdubs bevatten. Beide albums bevatten gesproken anekdotes van Duvekot.
In 2007 werd het nummer Merry-Go-Round van Duvekot gekenmerkt door een grootschalige marketingcampagne voor de Bank of America, inclusief een opvallende spot tijdens de Super Bowl XLI. Duvekot trad voor het eerst op als professional in Europa in augustus 2007, als onderdeel van het Tønder-festival in Denemarken, vergezeld door Karan Casey, John Doyle, Liz Carroll, Julie Fowlis en Mick McAuley.
Duvekot bracht haar tweede studio-cd The Near Demise of the Highwire Dancer uit bij Black Wolf Records in maart 2009. Het album, met 11 nummers, waarvan de meeste originelen, werd geproduceerd door singer-songwriter Richard Shindell. Haar nieuwste album Toward the Thunder is haar vierde volledige album met 11 nummers. Het album is haar meest persoonlijke tot nu toe en ze behandelde alle aspecten van de plaat zelf, inclusief het ontwerpen van de cover.

## Discografie

### Soloalbums
- 2002: Little Peppermints (2002)
- 2005: Boys, Flowers, Miles (2005)
- 2006: Big Dream Boulevard (Black Wolf Records, 2006)
- 2008: Snapshots (Black Wolf Records, 2008)
- 2009: The Near Demise of the Highwire Dancer (2009)
- 2011: Antje Duvekot LIVE from all over the place (2011)
- 2012: New Siberia (2012)
- 2016: Toward The Thunder (2016)

### Coöperatieve albums
- 2009: Winterbloom: Winter Traditions (met Anne Heaton, Meg Hutchinson en Natalia Zukerman)
- 2006: 'SOLAS: Reunion - A Decade of SOLAS'

- International Standard Name Identifier: 0000 0001 4065 7785
- Library of Congress Control Number: n2011074607
- MusicBrainz: 580a6248-d7b7-4d9d-bd84-2423e6d8dff4
- Virtual International Authority File: 186915773
- WorldCat: E39PBJqBjBjD8f4hXgkjkyc3wC